# 姫路市役所
姫路市役所（ひめじしやくしょ）は、日本の地方公共団体である姫路市の組織が入る施設（役所）である。

## 略歴
1889年（明治22年）4月、市制施行により姫路市となる。当初は下白銀町の民家を市役所としていた。1897年（明治30年）11月に市役所を北条口に移転。空襲により市役所が焼けたため、公会堂に仮住まいする。1947年（昭和22年）5月に市庁舎を公会堂から本町へ移転。1948年（昭和23年）7月に保健所を発足。1980年（昭和55年）に市庁舎を本町から安田四丁目に移転。2003年（平成15年）に市役所本庁舎がISO 14001を取得した。2007年（平成19年）に防災センターをオープン。
なお1947年から使用していた建物は、1905年（明治38年）に姫路陸軍兵器支廠（のちの第十師団兵器部）の西倉庫として建てられたもので、市庁舎として利用したのち、1983年（昭和58年）からは姫路市立美術館として利用されている。

## 本庁舎・東館

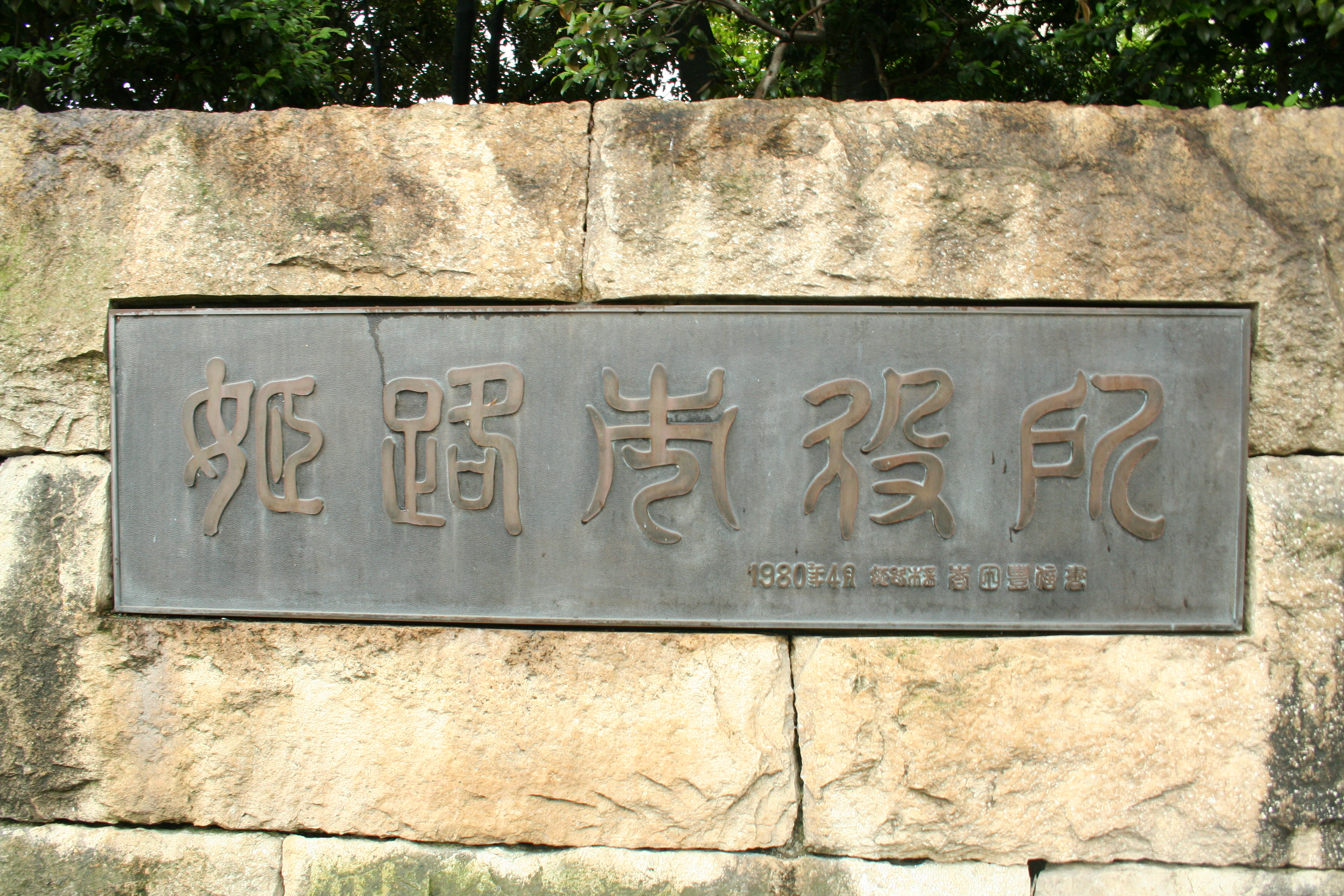
姫路市役所と表示している看板

### 所在地
- 〒670-8501
- 住所：兵庫県姫路市安田四丁目1番地[3]

### 開庁時間
- 月曜日 - 金曜日の9時00分 - 17時00分まで
- 土曜日・日曜日・祝日・12月29日 - 1月3日は閉庁

### アクセス

#### バス
- 姫路駅南バスターミナル「1番のりば（62系統除く）」から「市役所前」下車。

### 市庁舎
| 階  | 本庁舎 |
| --- | --- |
| 10F | 工事技術検査室 |
| 9F  | 下水道会議室、下水道管理室、下水道整備室、第10会議室、公聴会室、みどり整備室、河川整備室、 |
| 8F  | 教職員課、相談室、学校指導課、学事・保健課、人権教育課、生涯学習課、文化財課、教育委員会室、教育企画課（教育創造プログラム推進室、学習保育推進室）、教育委員会総務課、文書仕分室、学校施設課、教育委員会会議室、第6会議室 |
| 7F  | 姫路駅周辺整備室、交通計画室、区画整備課、環境政策室、環境監視センター、姫路駅周辺整備本部会議室、阿保地区整備課、第7・第8会議室、人権相談室 |
| 6F  | 道路管理課、道路整備改善課、道路建設課、街路建設課、開発課分室、建設総務課、建設局会議室、用地対策課、建設総務課書庫、開発課会議室、第9会議室 |
| 5F  | 技術審議監室、都市計画課（都市景観指導室）、開発指導課、開発課、まちづくり推進部参事、公営住宅課、都市局会議室、建築指導課、営繕課、新総合計画推進室 |
| 4F  | 電話交換室、行政システム改革室、人事課相談室、人事課、管財課、財政課、産業・港湾振興課、地域調整室、行政課、文書仕分室、複写室、行政課相談室、財政局会議室、企業立地推進課、労働政策課、中心市街地活性化推進室、商工部参事、商工観光局会議室 |
| 3F  | 市長応接室、市長室、秘書課、秘書課ロビー、会議室、秘書課応接室、政策推進室、政策推進室、市長公室会議室、特別会議室、副市長室、第1応接室、広報課報道室、民法記者室、市政会社室、第1 - 5委員会室、議会図書室、議長室、議長・副議長応接室、議会第1 - 5応接室、議会事務局、議会会議室、理事者控室、議場、各政党控室                                                            |
| 2F  | 交流振興局会議室、文化交流課、介護保険課、保健福祉推進室、生活審議監室、契約課、生きがい推進課、スポーツ振興課、市民生活局会議室、健康福祉局会議室、システム管理課後処理室、システム管理課、政策推進室統計担当、人権総務課、人権啓発課、納税課、相談室、市民税課、税務部総合受付、資産税課、固定資産評価員室、主税課、倉庫、固定資産評価審査委員会室、税務部会議室         |
| 1F  | 障害福祉課、子育て支援室（保育所入所）、福祉総務課（長寿社会支援室、福祉総合窓口）、相談室、総合案内、守衛室、民生保護課、民生保護課面接室、会計課、会計管理者室、後期高齢者医療保険課、市民総合相談室、市民相談センター、市民活動推進課、消費生活センター、安全安心推進課、総合窓口センター（証明・届出）、国民年金窓口センター、国民健康保険課、総合窓口センター福祉医療 |
| B1F | 売店、食堂、喫茶コーナー、地下車庫 |
|     | 東 館 |
| 3F  | 産業廃棄物対策課、農政環境局会議室、姫路市職員組合事務所、市労連事務所、農政総務課、農林整備課、第11会議室 |
| 2F  | リサイクル推進課、企業局（企業総務室、資料室、第1・第2会議室、宿直室、水道事業部（業務課水道料金、施設課）、予算室）、公営企業管理者室、美化業務課、水道組合事務所 |
| 1F  | みどり整備室、入札室、入札控室、まちづくり指導課詰所、計量検査所、環境局倉庫、姫路市従業員労働組合事務所、美化業務課詰所、リサイクル推進課詰所、道路部詰所 |

## その他の庁舎

### 北別館
所在地
- 〒670-8501
- 住所：姫路市安田四丁目1

アクセス
- 姫路駅南バスターミナル「1番のりば（62系統除く）」から「市役所前」下車。

市庁舎
- 選挙管理委員会事務局
- 監査事務局、農業委員会事務局
- 研修厚生センター
- 危機管理室（安全安心担当）

### 防災センター
所在地
- 住所：姫路市三左衛門堀西の町3番地

アクセス
- 姫路駅南バスターミナル「1番のりば（62系統除く）」から「市役所前」下車。

市庁舎
- 危機管理室（防災担当）、情報指令課、消防局総務課
- 消防局予防課、消防課、防災プラザ

### 保健所
所在地
- 住所：姫路市坂田町3番地

アクセス
- 姫路駅北バスターミナルから「日ノ出車庫」行き、「商工会議所」下車。

市庁舎
- 保健所衛生課、保健所健康課、保健所総務課、保健所予防課

## 支所など

### 事務所
家島事務所（姫路市家島町真浦2137-1）

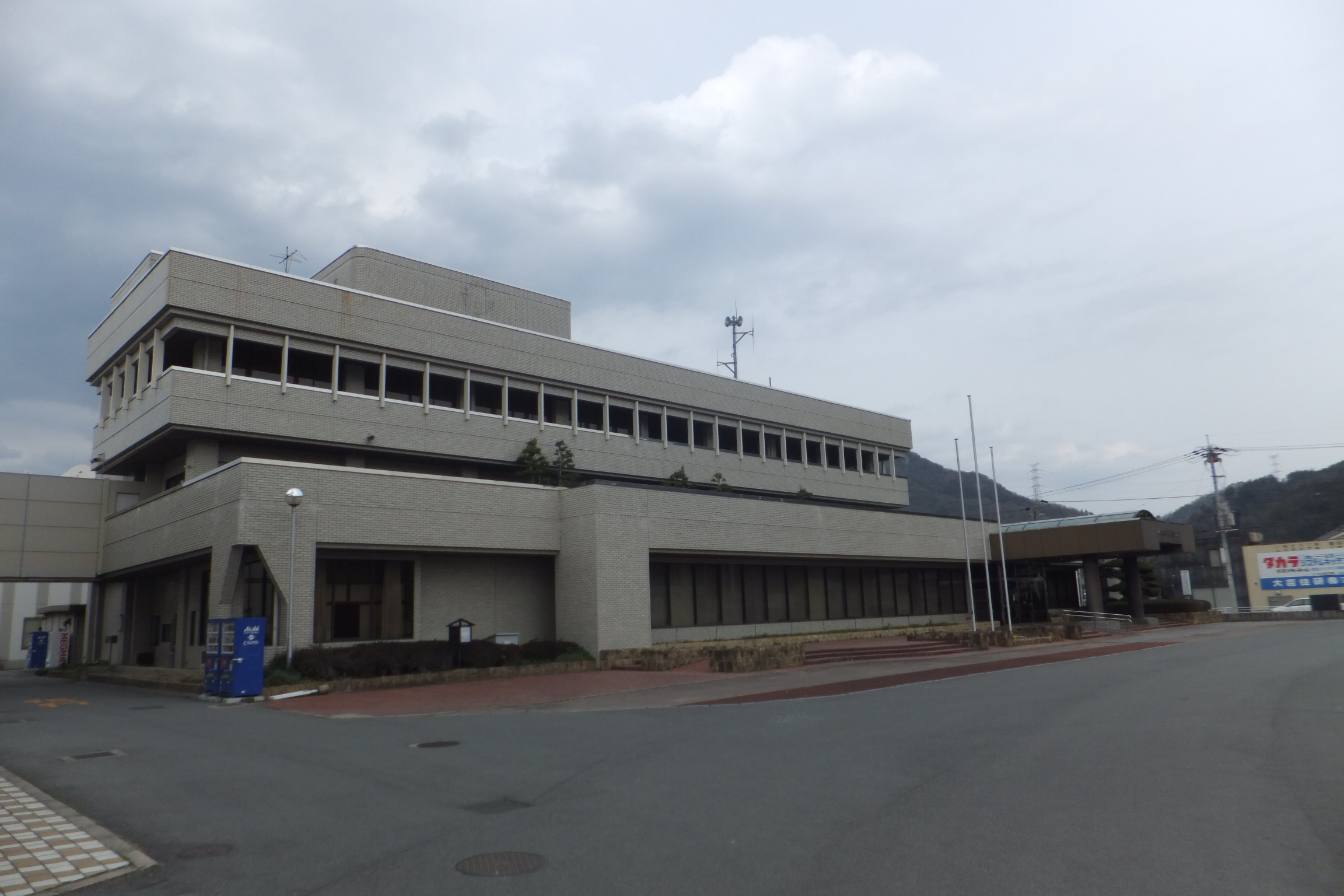
夢前事務所

- 福祉担当、市民生活担当、庶務担当
- 水道事業部、土木担当

夢前事務所（姫路市夢前町前之庄2160）
- 福祉担当、市民生活担当、庶務担当、地域排水課、社会福祉協議会
- 北部建設事務所、森林組合、土木担当

香寺事務所（姫路市香寺町中屋14）
- 土地改良区、水道事業部香寺分室、シルバー人材センター
- 福祉担当、市民生活担当、庶務担当、土木担当

安富事務所（姫路市安富町安志1151）
- 福祉担当、市民生活担当、庶務担当、土木担当、水道事業部

| - 中央支所 - 姫路市本町68-68 - 飾磨支所 - 姫路市飾磨区細江385-2 - 広畑支所 - 姫路市広畑区正門通一丁目7-3 - 網干支所 - 姫路市網干区垣内中町120 - 白浜支所 - 姫路市白浜町甲396-8 - 東出張所 - 姫路市御国野町御着1142-8 - 西出張所 - 姫路市飾西728-5 - 林田出張所 - 姫路市林田町林田13 - 飾東出張所 - 姫路市飾東町豊国1163-13 - 北出張所 - 姫路市豊富町御蔭957 - 船山出張所 - 姫路市船津町3857 | - 花の北サービスセンター - 姫路市増位新町二丁目12 - 城乾サービスセンター - 姫路市南八代町6-1 - 安室サービスセンター - 姫路市田寺東二丁目6-2） - 高岡サービスセンター - 姫路市東今宿五丁目3-20 - 勝原サービスセンター - 姫路市勝原区丁743 - 妻鹿サービスセンター - 姫路市飾磨区妻鹿170-6 - 的形サービスセンター - 姫路市的形町的形1358-4 - 大塩サービスセンター - 姫路市大塩町汐咲一丁目39 - 坊勢サービスセンター - 姫路市家島町坊勢186 - 置塩サービスセンター - 姫路市夢前町糸田609-1 - 菅野サービスセンター - 姫路市夢前町塚本225 - 駅前市役所 - 姫路市南町1（山陽百貨店西館3階） |

## その他
市庁舎1階市民ロビーを開放して「市民ロビーコンサート」が行われている。市内の学生や文化芸術団体などが参加し100回以上行われている。